# Venerologie

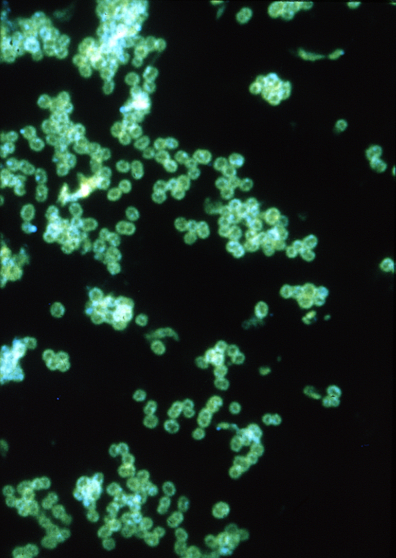
Bakterie Neisseria gonorrhoeae - původce kapavky

Venerologie je obor medicíny, který se zabývá studiem, léčbou a prevencí pohlavních chorob. Lékař - venerolog - je atestován v oboru dermatovenerologie, tedy chorob kožních a pohlavních. Spojení venerologie s dermatologií je celkem logické - prvotním projevem pohlavních chorob jsou nejčastěji kožní projevy.

## Přehled pohlavních chorob
Pohlavní choroba (též venerická choroba, od latinského morbus Veneris = Venušina choroba) je taková infekční nemoc, která se přenáší převážně pohlavním stykem.

### Klasické pohlavní choroby
- syfilis (syn. lues, příjice)
- kapavka (syn. gonorhea)
- měkký vřed (lat. ulcus molle)
- lymphoganulosis inguinalis (syn. morbus Nicolas-Favre)
- granuloma inguinale

### Sexuálně přenosné infekce

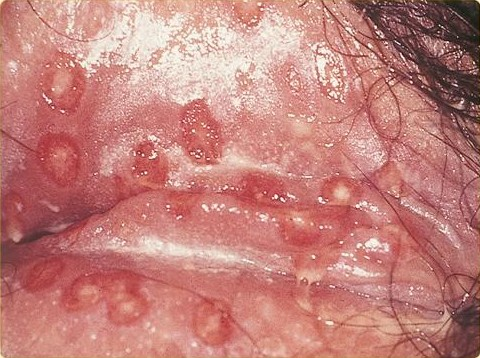
Herpes genitalis

Vedle klasických pohlavních chorob se v poslední době formuje skupina tzv. STD (z angl. Sexually Transmitted Disease, česky Sexuálně přenosné choroby). Tyto choroby se mohou přenášet pohlavním stykem, ale z různých (např. historických) důvodů nejsou řazeny mezi klasické pohlavní choroby. Pratří sem velká skupina chorob, z nichž zmiňuji jen některé (více v literatuře)
- trichomomonóza - infekce způsobená prvokem Trichomonas vaginalis
- infekce chlamydiemi
- infekce streptokoky, stafylokoky a jinými běžnými bakteriemi
- herpes inguinalis - obdoba oparu v oblasti genitálií
- svrab (scabies)
- a mnoho dalších.